# Boghos II (ormiański patriarcha Jerozolimy)
Boghos II (ur. ?, zm. ?) – w latach 1415–1419 ormiański Patriarcha Jerozolimy.